# Nettuno (divinità)

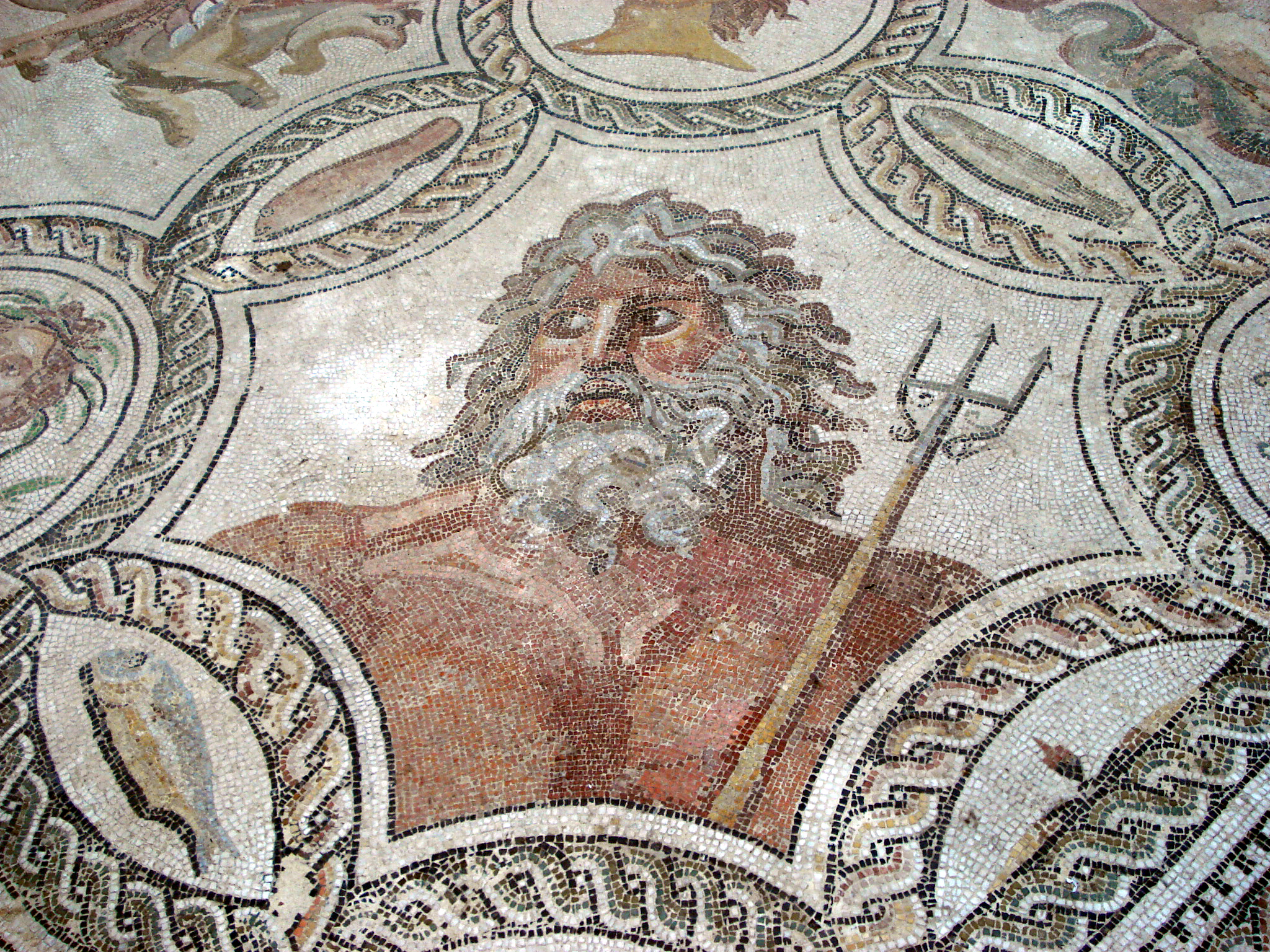
Mosaico di Nettuno (Museo archeologico regionale Antonio Salinas, Palermo)

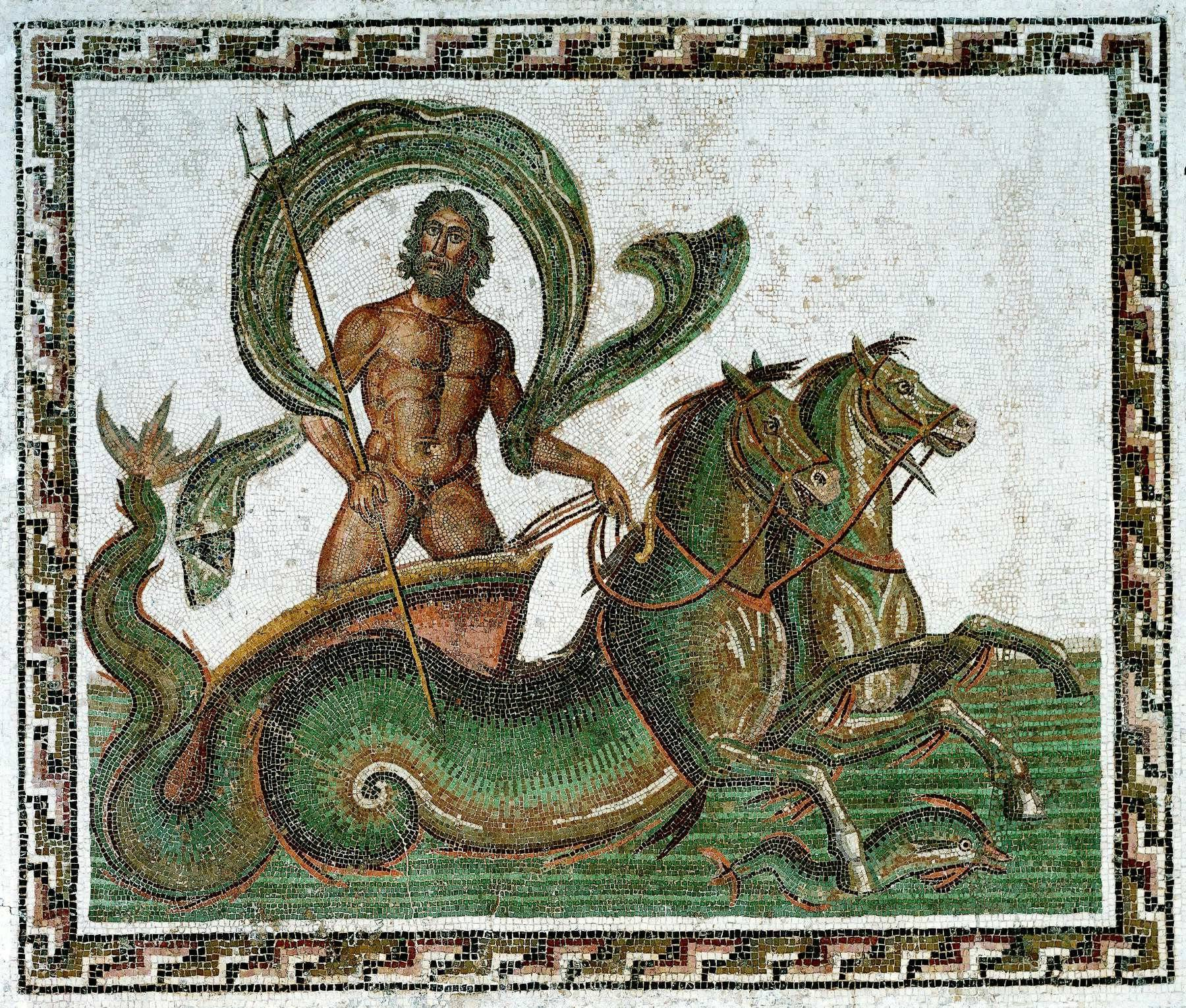
Mosaico di Nettuno al Museo archeologico di Susa in Tunisia

Nettuno (in latino Neptūnus) è una divinità della religione romana, dio delle acque e delle correnti e in seguito divenne, dopo il 399 a.C., il dio del mare e dei maremoti, trasformandosi nell'equivalente del dio greco Poseidone, e già Cicerone nel suo trattato Sulla natura degli dei così lo descrive: 
(Marco Tullio Cicerone, De natura deorum, II, 66)
Malgrado il fatto che il suo culto si sia sviluppato dopo il suo accostamento a Poseidone, Nettuno fu sempre meno popolare, fra i marinai, di quanto lo fosse Poseidone presso i greci.

## Storia
Secondo la mitologia abitava in fondo al mare e comandava i mostri marini e le tempeste. Viene spesso rappresentato ritto su di un carro trainato da cavalli marini, e con un tridente nella mano destra come simbolo di comando ed è spesso accompagnato da cavalli, che hanno la forma di code di ippocampi nella parte posteriore.
Veniva onorato il 23 luglio, con le festività dei Neptunalia, a cui furono poi uniti i ludi Neptunialicii (dal III secolo a.C.)
Il suo tempio si trovava al Circo Flaminio all'interno del Campo Marzio a Roma.
Nella mitologia romana aveva una divinità associata (paredra) detta a volte Salacia a volte Venilia.
Il dio Conso era da molti identificato nel Neptunus Equestris, ovvero nel dio Nettuno protettore degli equini. I Consualia furono istituiti da Romolo quando, con i giovani romani snobbati dalle genti vicine, organizzò il famoso Ratto delle sabine.
Nettuno, signore del mare e delle acque, ha dato il nome al Nettunismo, una teoria proposta del geologo tedesco Abraham Gottlob Werner nel XVIII secolo, secondo la quale tutte le rocce avrebbero avuto origine marina.
Epiteto di Nettuno/Poseidone era  Enosìctono o Enosigeo (lat. Ennosigaeum, gr. Ε(ν)νοσίγαιος, scuotitore di terre).
A Nettuno è anche ispirato il nome dell'omonima città di mare in provincia di Roma, situata tra l'agro romano e l'agro pontino, dove è presente una fontana che lo raffigura nel centro della città.

## Galleria d'immagini

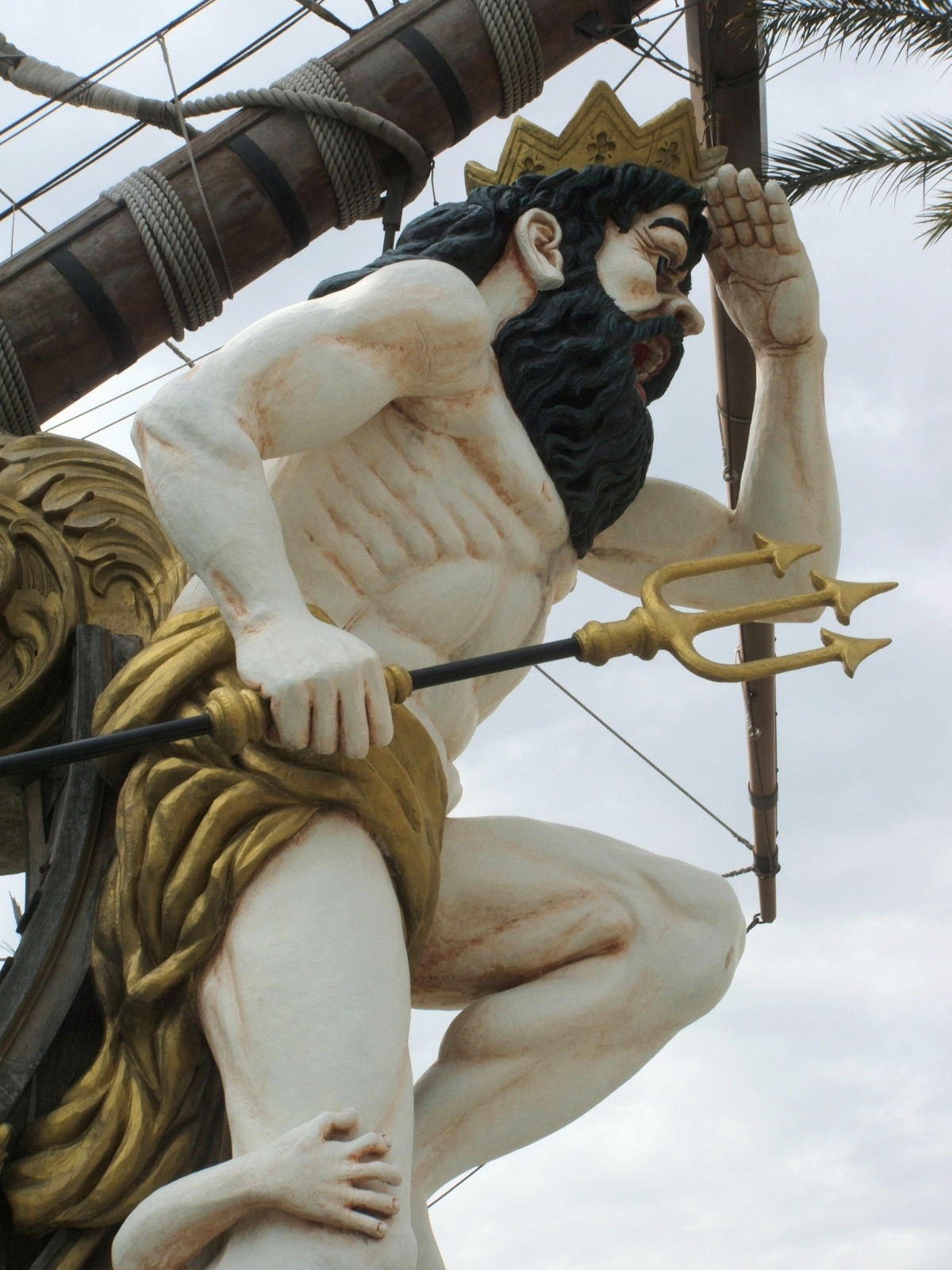
Nettuno come polena di un galeone al porto antico di Genova
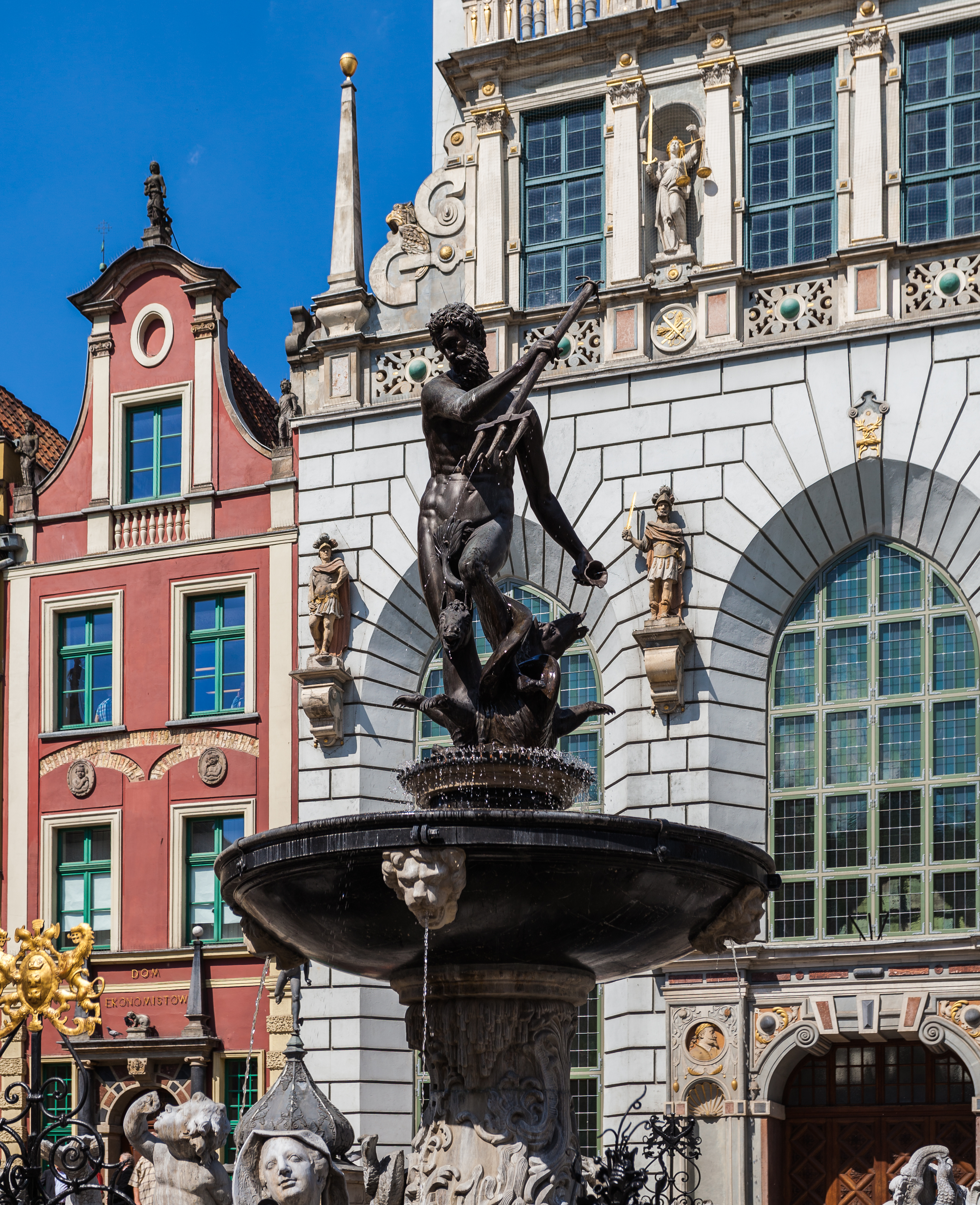
Fontana di Nettuno a Danzica
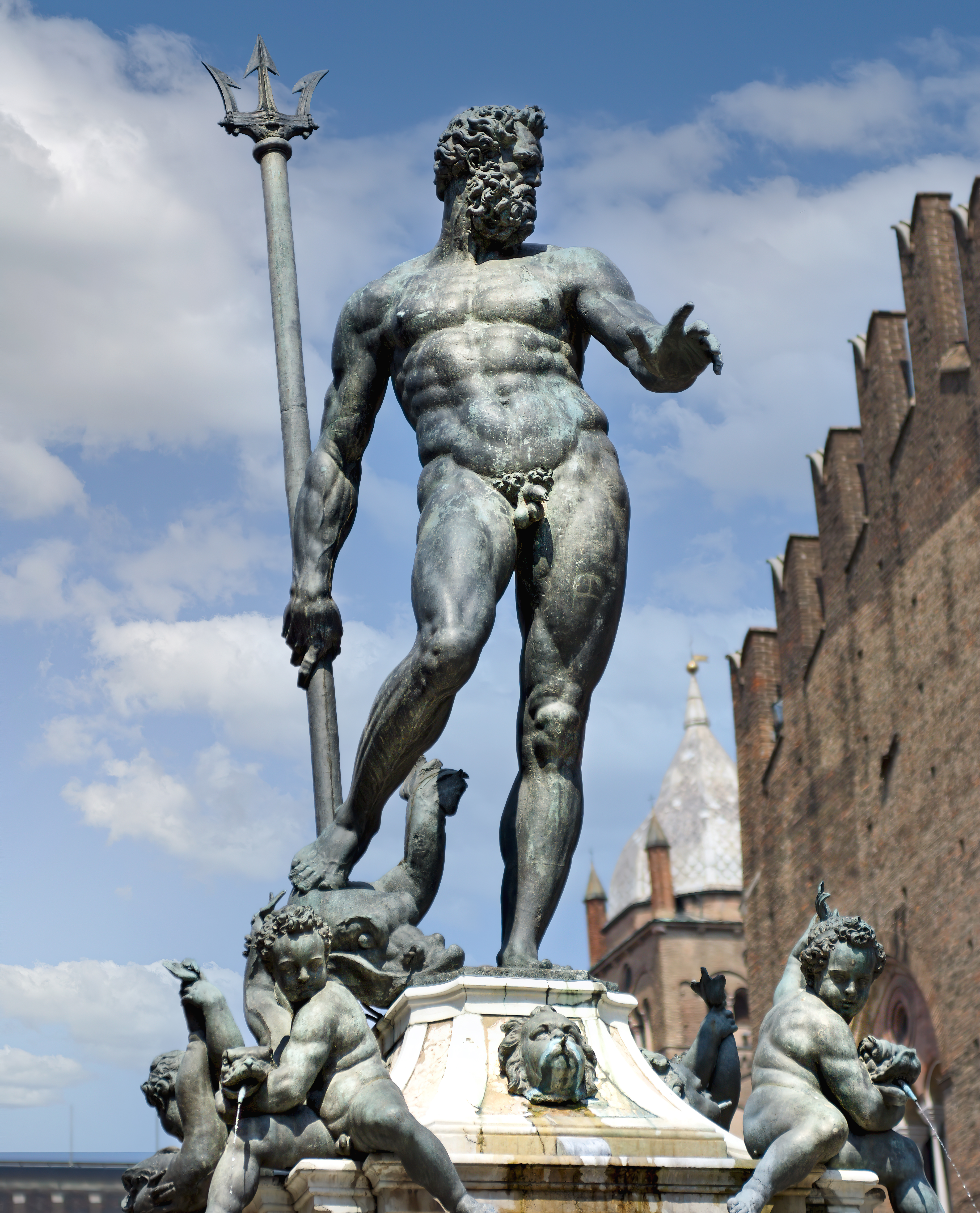
Fontana del Nettuno a Bologna, opera del 1563 del Giambologna
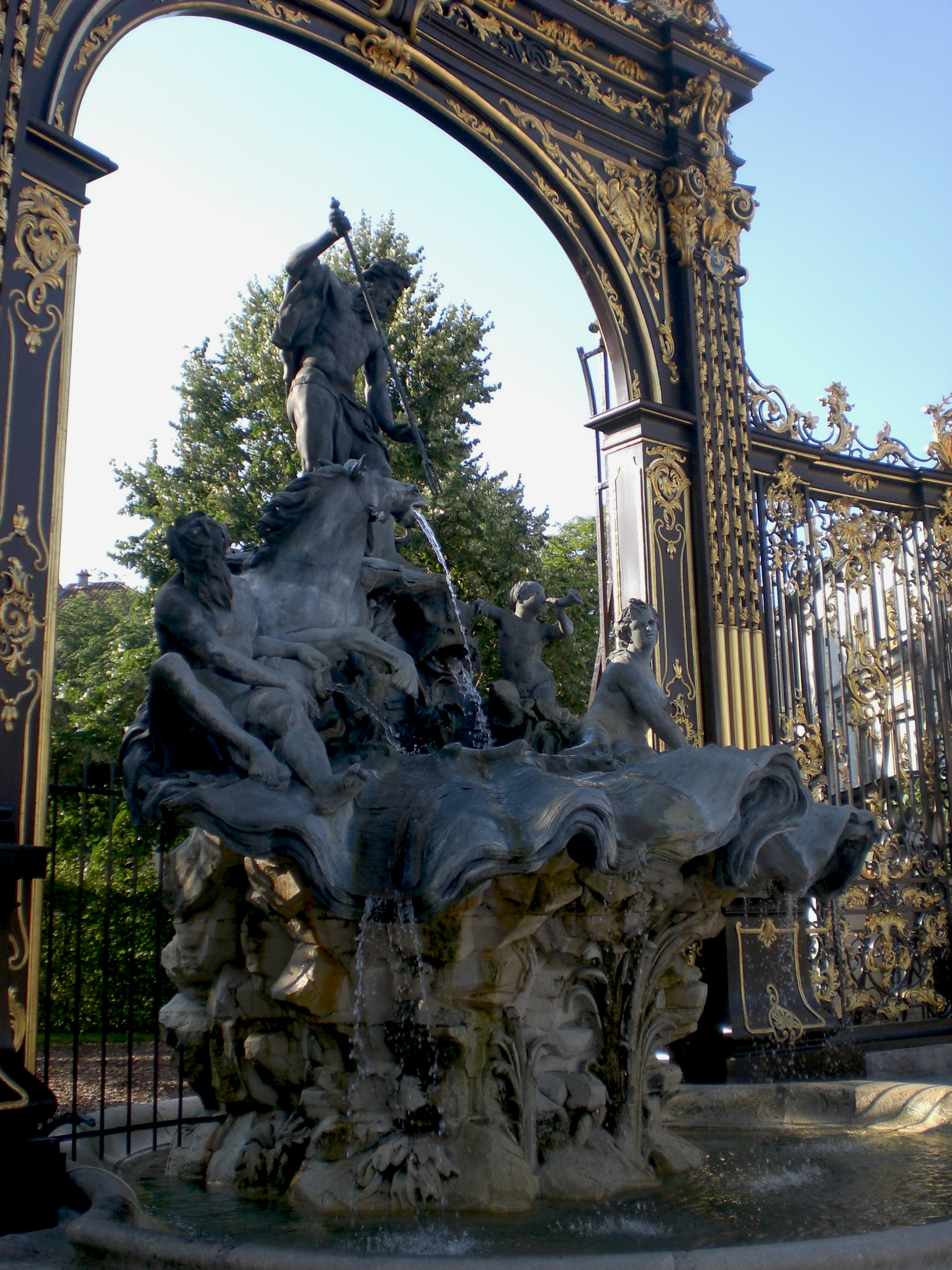
Fontana di Nettuno sulla Place Stanislas di Nancy, opera del 1751 di B.Guibal
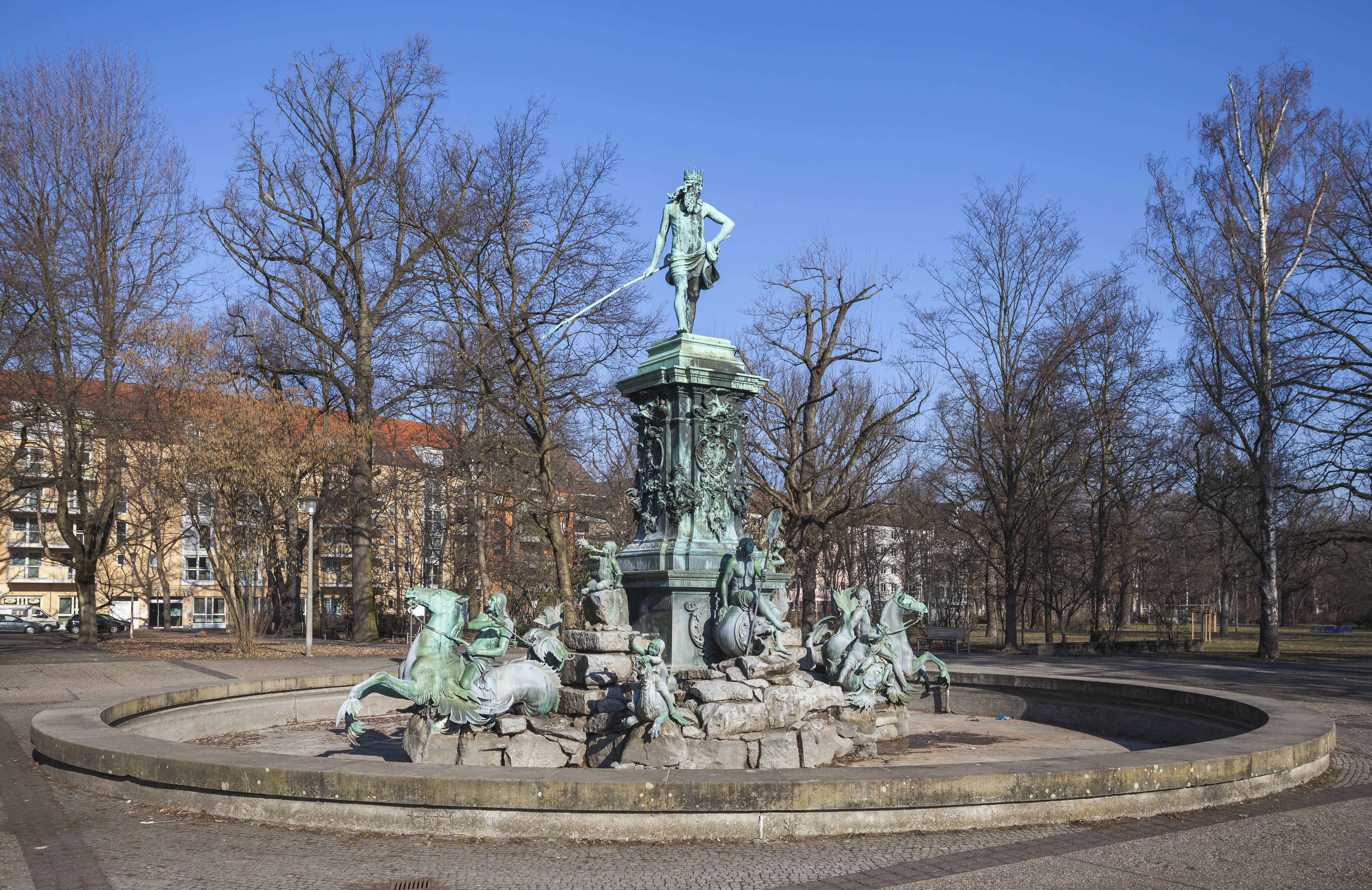
Fontana del Nettuno a Norimberga
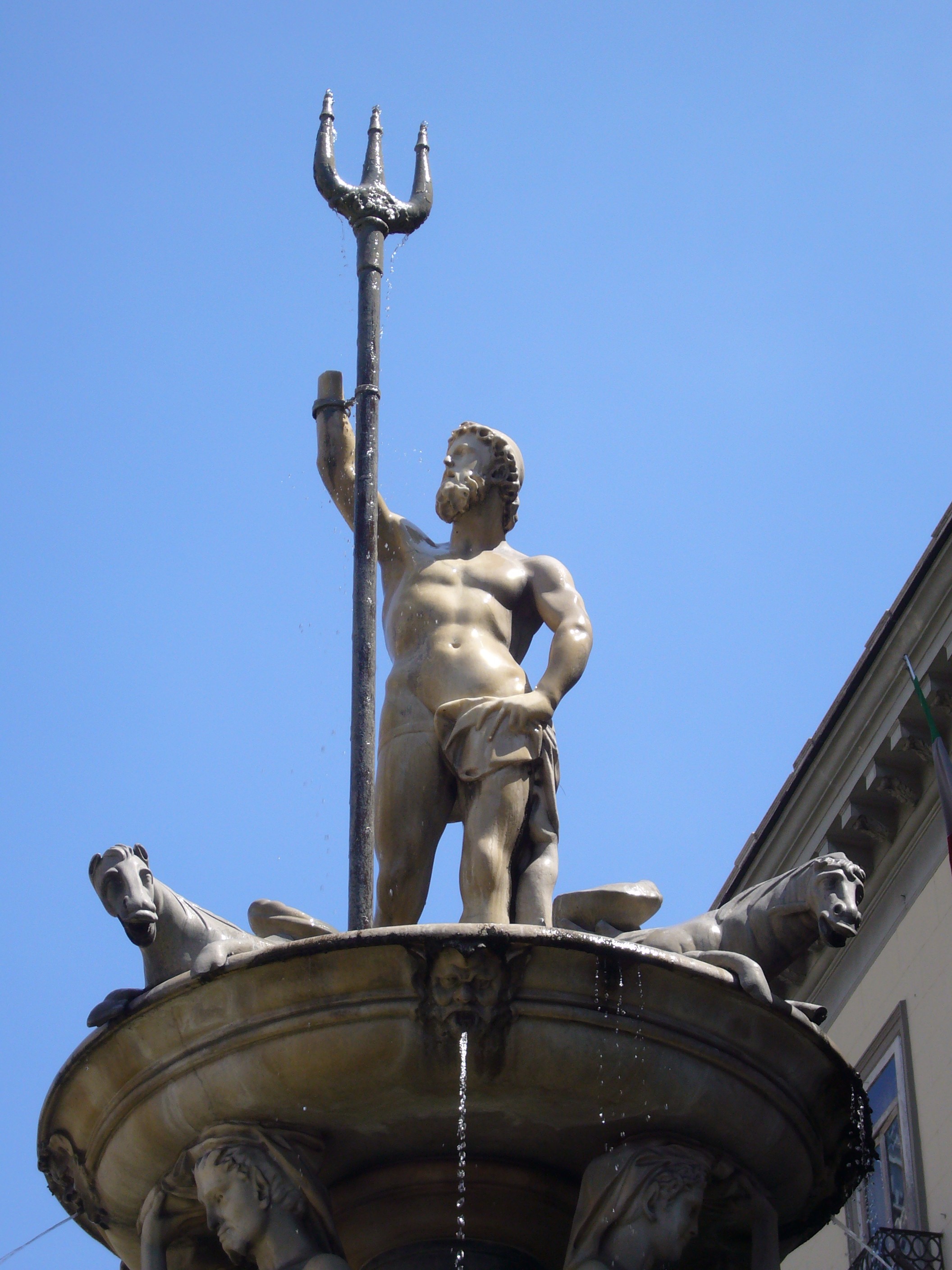
La Fontana del Nettuno (detta anche fontana Medina) è una fontana monumentale della città di Napoli.
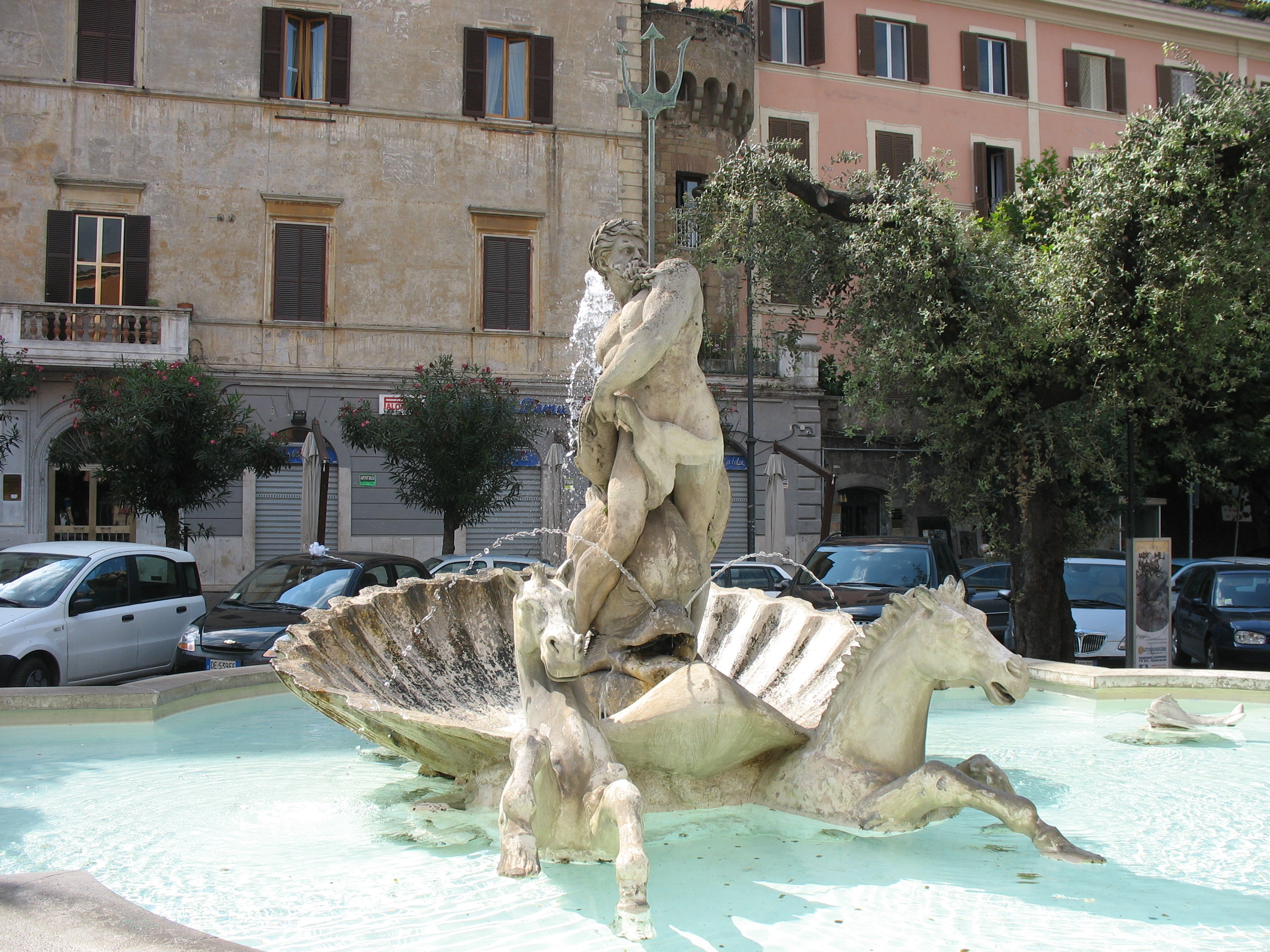
Fontana del Nettuno, simbolo dell'omonima città in provincia di Roma
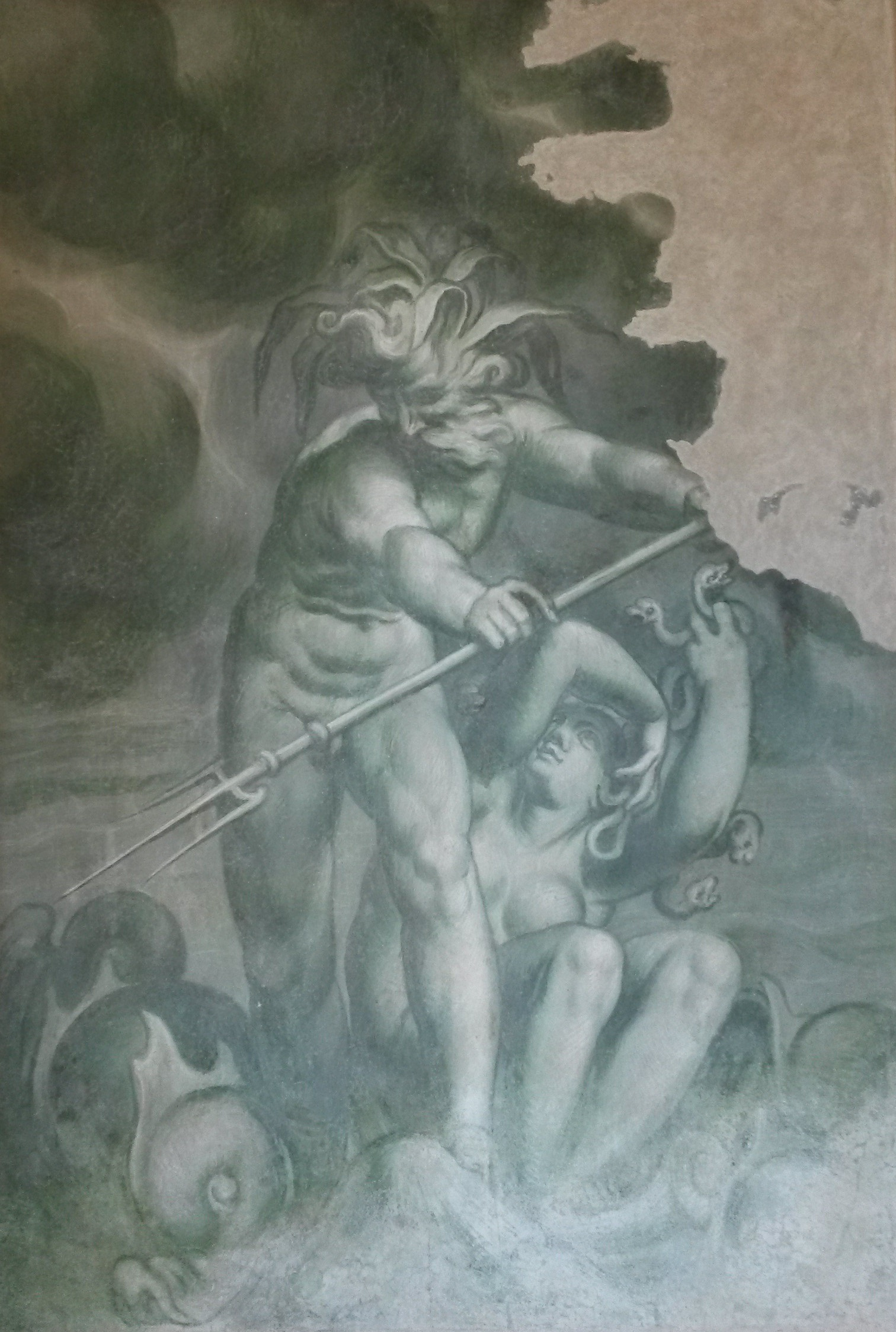
Paolo Farinati, Nettuno con la Medusa, 1590 circa, affresco, Villa Nichesola-Conforti, Ponton di Sant'Ambrogio di Valpolicella (Verona).
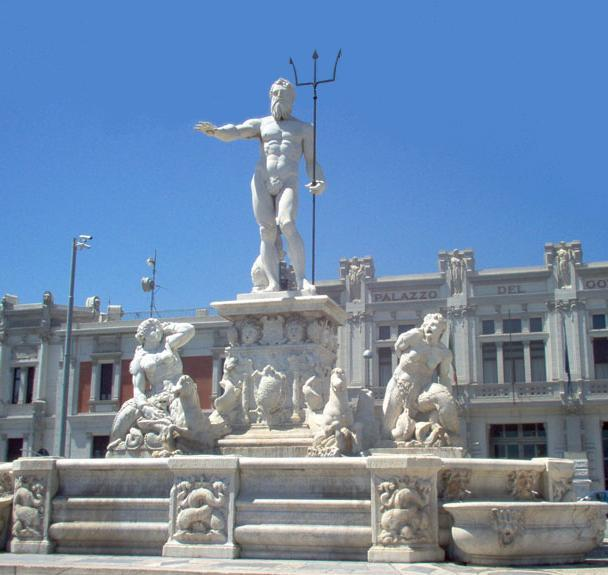
Fontana del Nettuno di Messina opera del 1557  (Giovanni Angelo Montorsoli)
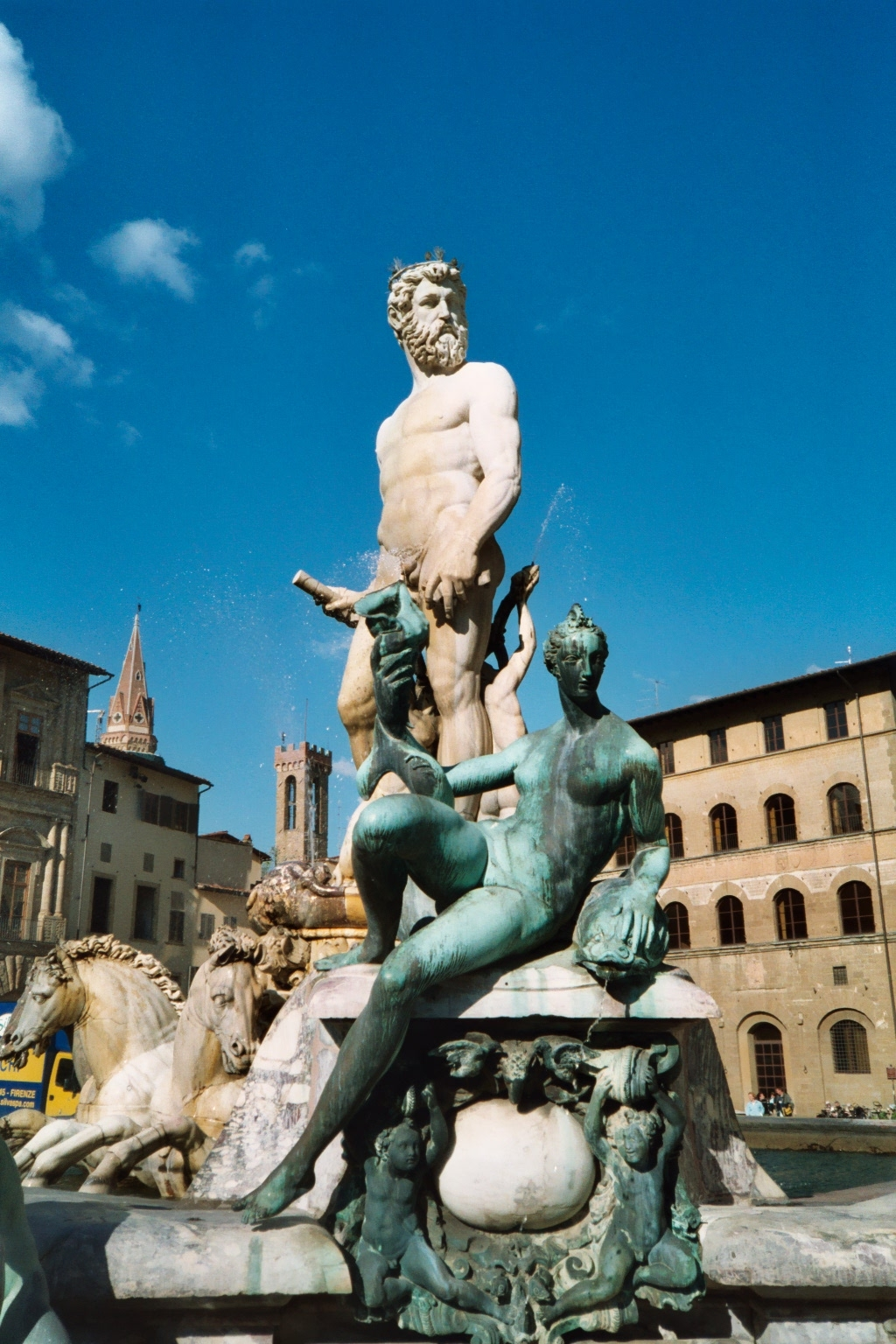
Fontana del Nettuno di Firenze, realizzata da Bartolomeo Ammannati